# Heinrich Düntzer
Johann Heinrich Joseph Düntzer (ur. 12 lipca 1813 w Kolonii, zm. 16 grudnia 1901) – niemiecki historyk literatury, pisarz.
Od 1846 był bibliotekarzem w Kolonii. Wydał wiele dzieł historycznych i krytycznych. Szczególnie zajmował się Goethem.

## Wybrane dzieła
- Die Lehre von der lateinischen Wortbildung (1836)
- Die Deklination der indogermanischen Sprachen (1839)
- Homer und der epische Kyklos (1839)
- Die homerischen Beiwörter des Götter- und Menschengeschlechts (1859).
- Erläuterungen zu den deutschen Klassikern (1853-1892)
- Goethes Prometheus und Pandora (1850)
- Goethes Faust (2 vols., 1850-1851; 2nd ed. 1857)
- Goethes Götz und Egmont (1854)
- Aus Goethes Freundeskreise (1868)
- Abhandlungen zu Goethes Leben und Werken (2 vols, 1885)
- Goethes Tagebücher der sechs ersten weimarischen Jahre (1889)
- Goethes Leben (1880; 2nd ed. 1883; Engl. transl. by T Lyster, London, 1884)
- Schillers Leben (1881)
- Schiller und Goethe (1859)
- Übersicht und Erläuterung zum Briefwechsel zwischen Schiller und Goethe (1859)
- Herders Reise nach Italien (1859)
- Aus Herders Nachlass (3 vols., 1856-1857)
- Charlotte von Stein (1874).